# Liste des musées de l'Essonne
La liste des musées de l'Essonne présente les musées du département français de l'Essonne.

## Musées de France
Les musées suivants bénéficient du label musée de France :
- Musée français de la photographie, Bièvres
- Musée Dunoyer de Segonzac, Boussy-Saint-Antoine
- Musée Robert Dubois-Corneau, Brunoy
- Musée du château de Dourdan, Dourdan
- Musée municipal d'Étampes, Étampes

## Autres musées
- Musée Delta à Athis-Mons
- Bièvres :
  - Musée de l'outil
  - Maison littéraire de Victor-Hugo, Château des Roches
- Écomusée de Boigneville à Boigneville
- Musée des Vieux Métiers à Bouray-sur-Juine
- Musée de l'Optométrie à Bures-sur-Yvette
- Musée volant Jean-Baptiste Salis à Cerny
- Maison d'Alphonse-Daudet à Champrosay (Draveil)
- Moulin de Dannemois- Ancienne demeure de Claude-François à Dannemois
- Musée Paul Delouvrier à Évry
- Musée d'histoire et d'archéologie à Longjumeau
- Maison Jean-Cocteau à Milly-la-Forêt
- Musée Joseph Jacquiot à Montgeron
- Musée du Hurepoix à Palaiseau
- Maison-atelier Foujita (dernière demeure et lieu de travail de l'artiste) à Villiers-le-Bâcle
- Musée du Château du Marais (musée Talleyrand) au Val-Saint-Germain
- Musée André Malraux à Verrières-le-Buisson
- Centre d'art et d'exposition La Ferme Ornée Propriété Caillebotte à Yerres.